# Avec ou sans enfants ?
Pour plus de détails, voir Fiche technique et Distribution.
Avec ou sans enfants ? est une comédie française réalisée par Elsa Blayau et sortie en 2025,.

## Synopsis
Pio et Anaïs voient trois couples d'amis s'éloigner d'eux et de leurs préoccupations quand ils commencent à avoir des enfants. Quelques années plus tard, ils leur annoncent qu'ils vont se marier dans les Pouilles et que s'ils sont invités, leurs enfants ne le sont pas. Six mois plus tard, les trois couples de parents n'ont pas réussi à se résoudre à laisser leurs enfants en France et tentent de prendre part à la fête en cachant la présence des six enfants.

## Fiche technique
Sauf indication contraire, les informations mentionnées dans cette section peuvent être confirmées par les bases de données cinématographiques IMDb et Allociné,  présentes dans la section « Liens externes ».
- Titre original : Avec ou sans enfants ?
- Réalisation : Elsa Blayau
- Scénario : Elsa Blayau, Alexis Rault et Antonin Fourlon
- Musique : Alexis Rault
- Décors : Sergio Tribastone
- Costumes : Julia Lafosse Dunoyer
- Photographie : Evgenia Alexandrova
- Son : Pierre-Yves Lavoué, Sébastien Noiré, Noemy Oraison et Matthieu Tibi
- Montage : Dinah Ekchajzer
- Production : Simon Bleuzé et Alexis Genauzeau
  - Production associée : Margaux Juvénal
  - Coproduction : André Logie, Gaëtan David, Vladimir Kokh et Grégoire Marchal
- Société de production : Take Shelter, KMBO, M6 Films, Orange studio et Panache Productions
- Société de distribution : KMBO
- Budget : 3,4 millions d'euros[3]
- Pays de production :  France
- Langue originale : français
- Format : couleur — 2,39:1 — son 5.1
- Genre : Comédie
- Durée : 86 minutes
- Dates de sortie :
  - France : 19 février 2025

## Distribution
- Bertrand Usclat : Benjamin
- Rayane Bensetti : Manu
- Tiphaine Daviot : Blanche
- Joséphine Draï : Sara
- Adèle Galloy : Anaïs
- Julien Pestel : Swann
- Nadia Roz : Julia
- Syrus Shahidi : Pio